# Ленгольсайм (кантон)
Ленгольсайм (фр. Canton de Lingolsheim) — кантон на северо-востоке Франции в регионе Гранд-Эст (бывший Эльзас — Шампань — Арденны — Лотарингия), департамент Нижний Рейн, округ Страсбур. Кантон создан в результате административной реформы в марте 2015 года. В его составе 7 коммун упразднённого кантона Гайспольсайм, 4 коммуны упразднённого кантона Мюндольсайм, 1 коммуна упразднённого кантона Трюштерсайм и 1 коммуна передана из состава кантона Илькирш-Граффенштаден.
По закону от 17 мая 2013 и декрету от 18 февраля 2014 года количество кантонов в департаменте Нижний Рейн уменьшилось с 44 до 23. Новое территориальное деление департаментов на кантоны вступило в силу во время выборов 2015 года.
Начиная с выборов в марте 2015 года, советники избираются по смешанной системе (мажоритарной и пропорциональной). Избиратели каждого кантона выбирают Совет департамента (новое название генерального Совета): двух советников разного пола. Этот новый механизм голосования потребовал перераспределения коммун по кантонам, количество которых в департаменте уменьшилось вдвое с округлением итоговой величины вверх до нечётного числа в соответствии с условиями минимального порога, определённого статьёй 4 закона от 17 мая 2013 года. В результате пересмотра общее количество кантонов департамента Нижний Рейн в 2015 году уменьшилось с 44-х до 23-х.
Советники департаментов избираются сроком на 6 лет. Выборы территориальных и генеральных советников проводят по смешанной системе: 80 % мест распределяется по мажоритарной системе и 20 % — по пропорциональной системе на основе списка департаментов. В соответствии с действующей во Франции избирательной системой для победы на выборах кандидату в первом туре необходимо получить абсолютное большинство голосов (то есть больше половины голосов из числа не менее 25 % зарегистрированных избирателей). В случае, когда по результатам первого тура ни один кандидат не набирает абсолютного большинства голосов, проводится второй тур голосования. К участию во втором туре допускаются только те кандидаты, которые в первом туре получили поддержку не менее 12,5 % от зарегистрированных и проголосовавших «за» избирателей. При этом, для победы во втором туре выборов достаточно простого большинства (побеждает кандидат, набравший наибольшее число голосов).

## Состав кантона
Площадь кантона — 95,09 км², включает в себя 13 коммун, население — 48 168 человек (по данным INSEE, 2013), плотность населения — 507 чел/км². 7 коммун передано из состава упразднённого кантона Гайспольсайм: Блесайм, Гайспольсайм, Кольбсайм, Липсайм, Ольтсайм, Фегерсайм и Энтсайм. 4 коммуны (Ангенбитен, Ашенайм, Брешвиккерсайм и Обершеффольсайм) переданы из состава упразднённого кантона Мюндольсайм. Одна коммуна передана из состава упразднённого кантона Трюштерсайм (Остоффен) и коммуна Ленгольсайм передана из состава кантона Илькирш-Граффенштаден.
С марта 2015 года в составе кантона 13 коммун:
| Код INSEE | Коммуна         | Французское название | Почтовый индекс | Площадь, км² | Население (2013) | Плотность, чел/км² |
| --------- | --------------- | -------------------- | --------------- | ------------ | ---------------- | ------------------ |
| 67001     | Ашенайм         | Achenheim            | 67204           | 6,03         | 2025             | 335,8              |
| 67049     | Блесайм         | Blaesheim            | 67113           | 9,96         | 1271             | 127,6              |
| 67065     | Брешвиккерсайм  | Breuschwickersheim   | 67112           | 5,06         | 1274             | 251,8              |
| 67124     | Энтсайм         | Entzheim             | 67960           | 8,17         | 2073             | 253,7              |
| 67137     | Фегерсайм       | Fegersheim           | 67640           | 6,25         | 5440             | 870,4              |
| 67152     | Гайспольсайм    | Geispolsheim         | 67118           | 21,95        | 7133             | 325,0              |
| 67182     | Ангенбитен      | Hangenbieten         | 67980           | 4,11         | 1496             | 364,0              |
| 67212     | Ольтсайм        | Holtzheim            | 67810           | 6,91         | 3584             | 518,7              |
| 67247     | Кольбсайм       | Kolbsheim            | 67120           | 3,33         | 853              | 256,2              |
| 67267     | Ленгольсайм     | Lingolsheim          | 67380           | 5,69         | 17450            | 3066,8             |
| 67268     | Липсайм         | Lipsheim             | 67640           | 4,96         | 2493             | 502,6              |
| 67350     | Обершеффольсайм | Oberschaeffolsheim   | 67203           | 9,3          | 2244             | 241,3              |
| 67363     | Остоффен        | Osthoffen            | 67990           | 5,11         | 832              | 162,8              |

## Консулы кантона
| Консулы кантона: | Консулы кантона:       | Консулы кантона: | Консулы кантона:                     |
| Период           | Пара консулов          | Статус           | Должность                            |
| ---------------- | ---------------------- | ---------------- | ------------------------------------ |
| 2015 — 2021      | Catherine Graef-Eckert | UMP              | Заместитель мэра коммуны Ленгольсайм |
| 2015 — 2021      | Sébastien Zaegel       | UMP              | Мэр коммуны Гайспольсайм             |